# 캉런쥔
캉런쥔(중국어 정체자: 康仁俊, 병음: Kāng Rénjùn, 1973년 6월 26일 ~ )은 대만의 언론인 겸 시사평론가이다.